# Ordinul de Onoare (Transnistria)

Ordinul de Onoare

Ordinul de Onoare (în rusă Орден Почета) este una dintre decorațiile auto-proclamatei Republici Moldovenești Nistrene. El a fost înființat prin decretul nr. 386 al președintelui RMN, Igor Smirnov, din data de 27 septembrie 1996.

## Statut
1. Ordinul de Onoare a fost înființat pentru premierea înaltelor realizări de muncă în domeniul producției, cercetării științifice, activităților socio-culturale, sportive și al altor activități desfășurate pentru binele societății, precum și pentru manifestarea valorilor și gloriei civile. 
2. Sunt decorați cu Ordinul de Onoare cetățeni ai Republicii Moldovenești Nistrene, întreprinderi, asociații, fundații, organizații , regiuni, orașe și alte arii populate.
3. Cu Ordinul de Onoare pot fi premiați și cei care nu sunt cetățeni ai Republicii Moldovenești Nistrene.
3. Acordarea Ordinului de Onoare se efectuează:
a) pentru rezultate înalte în domeniul industriei, agriculturii, construcțiilor și transporturilor, comerțului, locuințelor și bunurilor de utilitate economică, serviciilor publice comunale și al altor ramuri ale economiei naționale;
b) pentru realizări importante în domeniul muncii, profesionalism și inovare;
c) pentru experimentarea de noi tehnici și tehnologii avansate, realizarea de invenții de valoare și de proiecte de dezvoltare;
d) pentru succese în activitatea de cercetare științifică; 
e) pentru realizări creative în domeniul culturii, literaturii, artei, succese în instruirea și pregătirea tineretului, pregătirea personalului de înaltă calificare, îngrijirea medicală a populației, dezvoltarea educației fizice și a sportului și al altor activități de utilitate publică;
f) pentru merite în întărirea capacității de apărare și de securitate a republicii;
g) pentru activitate publică și de stat fructuoasă;
h) pentru merite în dezvoltarea economică, tehnico-științifică și culturală a Republicii Moldovenești Nistrene și relații cu alte state;
i) pentru acțiunile îndrăznețe și neobosite în salvarea vieților umane, în protejarea legii, în lupta cu calamitățile naturale și în alte manifestări ale valorii civile.
5. Ordinul de Onoare se poartă pe partea stângă a pieptului, iar când deținătorul are și alte ordine ale RMN, decorația este aranjată după Ordinul Republicii și Ordinul "Pentru curaj personal".

## Descriere
Ordinul "Gloria muncii" este confecționat din pinchbeck (aliaj similar tombacului, format din 83% cupru și 17% zinc) de culoare aurie și are o formă de stea pentagonală de culoare azurie, mărginită de extremități aurii, care sunt legate între ele printr-o rozetă pentagonală roșie, având la partea din interior lauri de culoare auriu închis. În secțiunea centrală a ordinului este un cerc cu margini interioare și exterioare aurii, având gravat pe un smalț de culoare roșie inscripția cu litere convexe: "ПМР. Орден Почета".
În centrul secțiunii centrale a ordinului, pe un smalț de culoare verde, este un simbolism adițional de culoare aurie  - imaginea unei cărți deschise pe un ciocan, înconjurate de o roată dințată stilizată și de un spic de grâu. Numărul individual este încrustat pe reversul ordinului. 
Medalia Ordinului este prinsă printr-o ureche de o panglică pentagonală de mătase lucioasă, având la extremități două benzi de culoare albastru închis cu o lățime de 3 mm. În interior, panglica este formată din două benzi de culoare azurie cu o lățime de 6 mm, separate în mijlocul panglicii de un grup de trei benzi verticale în culorile steagului național: roșu-verde-roșu, cu o lățime de 2 mm fiecare. Pe reversul panglicii se află un ac pentru prinderea decorației de haine. 

## Persoane decorate
- Agafanghel Savin - mitropolitul ortodox rus de Odessa și Ismail (2000)
- Iustinian Ovcinicov - episcopul de Tiraspol și Dubăsari (2005)
- Grigore Mărăcuță - președintele Sovietului Suprem al RMN
- Anatoli Kaminski - vicepreședintele Sovietului Suprem al RMN (2007)
- Vladimir Bodnar - deputat, președintele Uniunii Ucrainenilor din Transnistria
- Stanislav Hajeev - general, ministrul apărării
- Petr Stepanov - ministrul industriei
- Galina Urskaia - ministrul justiției (2005)
- Viaceslav Kogut - primarul orașului Bender
- Iuri Platonov - șef al Administrației de Stat a raionului și orașului Rîbnița
- Valerian Runkovski - șef al Administrației de Stat a raionului Camenca